# Grzegorz Jaczyński
Grzegorz Jaczyński (ur. 1955) – w momencie ogłoszenia stanu wojennego student Wydziału Mechanicznego Energetyki i Lotnictwa Politechniki Warszawskiej.

## Życiorys
W 1980 roku był jednym z założycieli Niezależnego Zrzeszenia Studentów na Politechnice Warszawskiej. Kierował Sekcją Informacji NZS PW; był współwydawcą pisma „Idzie Nowe”. Brał udział w strajku studenckim w Łodzi. Uczestniczył w pracach Biura Prasowego Strajku.
13 grudnia 1981 roku brał udział w strajku na Politechnice Warszawskiej. Po rozbiciu strajku ukrywał się. Od wiosny 1982 roku członek kierownictwa Grup Oporu „Solidarni”, kierowanych przez Teodora Klincewicza ps. „Rafał”. W sekcji technicznej odpowiadał za chemię (materiały pirotechniczne, farby drukarskie, atramenty sympatyczne itp.).
Po rozmowach Okrągłego Stołu i legalizacji NSZZ „Solidarność” został redaktorem „Kuriera Mazowsza” – pisma Regionu Mazowsze NSZZ „Solidarność”.
W latach 1990–1992 delegat na kolejne Zebrania Delegatów Regionu Mazowsze, członek Zarządu Regionu; 1992-1993 Członek Komisji Krajowej NSZZ „Solidarność” i jej rzecznik prasowy; 1993-1994 współzałożyciel i działacz stowarzyszenia Centrum Demokratyczne, 1994-2002 działacz Unii Demokratycznej i Unii Wolności, m.in. p.o. przewodniczącego Prezydium Warszawskiego UW. W wyborach parlamentarnych w 1993 bez powodzenia ubiegał się o mandat poselski z listy UD w okręgu podwarszawskim, a w 1997 bezskutecznie kandydował z list UW do Sejmu w okręgu warszawskim.
Od 1998 do 2002 radny Gminy Warszawa-Ursynów, wiceprzewodniczący Rady Gminy i przewodniczący Komisji Bezpieczeństwa.
W 2009 został odznaczony Krzyżem Kawalerskim Orderu Odrodzenia Polski.